# ハイチ共和国 (1820年-1849年)

ハイチ共和国
République d’Haïti（フランス語）
República de Haití（スペイン語）
Repiblik d Ayiti（ハイチ語）

ハイチ共和国の最大範囲

1820年から1849年までのハイチ共和国（ハイチきょうわこく、フランス語: République d’Haïti、ハイチ語: Repiblik d Ayiti）は、現在のハイチ南部を支配していた最初のハイチ共和国の後継にあたる国家である。

## 解説

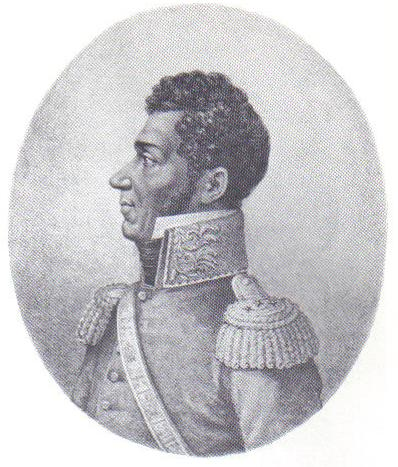
ジャン＝ピエール・ボワイエの肖像

この時期は、北部のハイチ王国の崩壊と、1820年のジャン・ピエール・ボワイエによるハイチ再統一とともに始まった。また、1822年から1844年までハイチによるサントドミンゴ占領が行われ、イスパニョーラ島全域を統治した政治体が誕生した。共和国ではあったもののそれは名ばかりで、実際は1843年までボワイエによる独裁政権が続いた。1849年にフォースタン＝エリ・スールーク大統領が自らをハイチ皇帝としたハイチ帝国が成立し、共和国は廃止された。

## 歴史

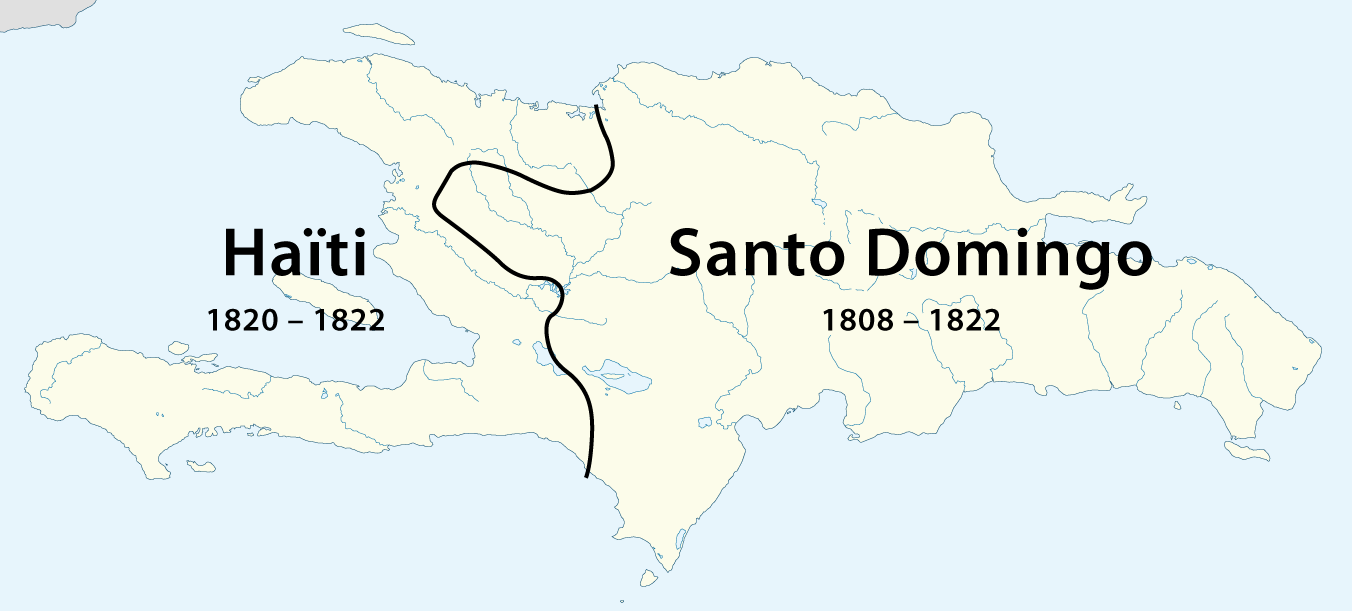
ハイチ共和国がハイチ王国と再統一された後の最初の16ヶ月間、ハイチ共和国が支配していたのはイスパニョーラ島の西部のみであった。

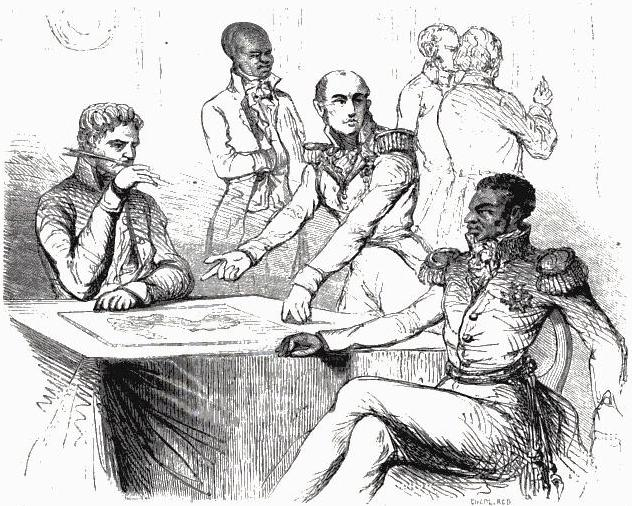
1825年の仏・ハイチ条約を交渉するボワイエ（右）とマッカウ男爵（左）。